# Ierse wolfshond
De Ierse wolfshond is een hondenras dat afkomstig is uit Ierland en is een van de grootste honden ter wereld. Het ras is al heel oud, de geschiedenis van het ras gaat terug tot ten minste 1400 v.Chr.
De Ierse wolfshond is van origine een jager 'op zicht' maar heeft zich ontwikkeld tot een echte familiehond. Hij is ook vriendelijk tegen vreemden en niet waaks. Daarbij zijn ze wars van agressie. De Ierse Wolfshond past zich aan het tempo van zijn baas aan. Daarbij is hij niet geschikt voor in een kennel, maar wil midden in het gezin staan.
De schofthoogte van een volwassen reu is minimaal 79 centimeter, die van een volwassen teef minimaal 71 centimeter. Het gewicht ligt tussen 50 en 70 kilogram.
De Ierse Wolfshond valt in de rasgroep 10 windhonden, Sectie Ruwharige Windhonden. De beharing is ruw, hard en warrig.
Het is een zeer oud ras. Een Consul uit Rome (390 v. C.) heeft een dankbrief gestuurd aan zijn broer Flavianus, voor het schenken van 7 Ierse wolfshonden. Daaruit blijkt, dat ook toen al de honden een bijzondere verschijning waren vanwege hun gestalte. Deze honden werden gebruikt in de arena van Rome voor gevechten tegen beren en ander groot wild en later als aanvallers tegen vijanden en beschermers voor de edelen in veldslagen. In Ierland werden ze vooral gebruikt als zichtjager voor groot wild zoals reeën.

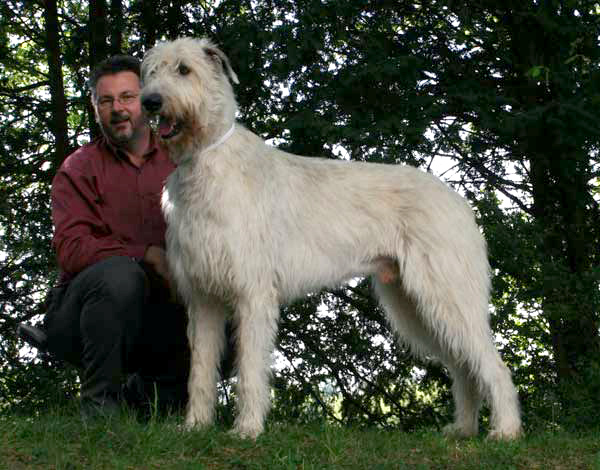
Ierse wolfshond.
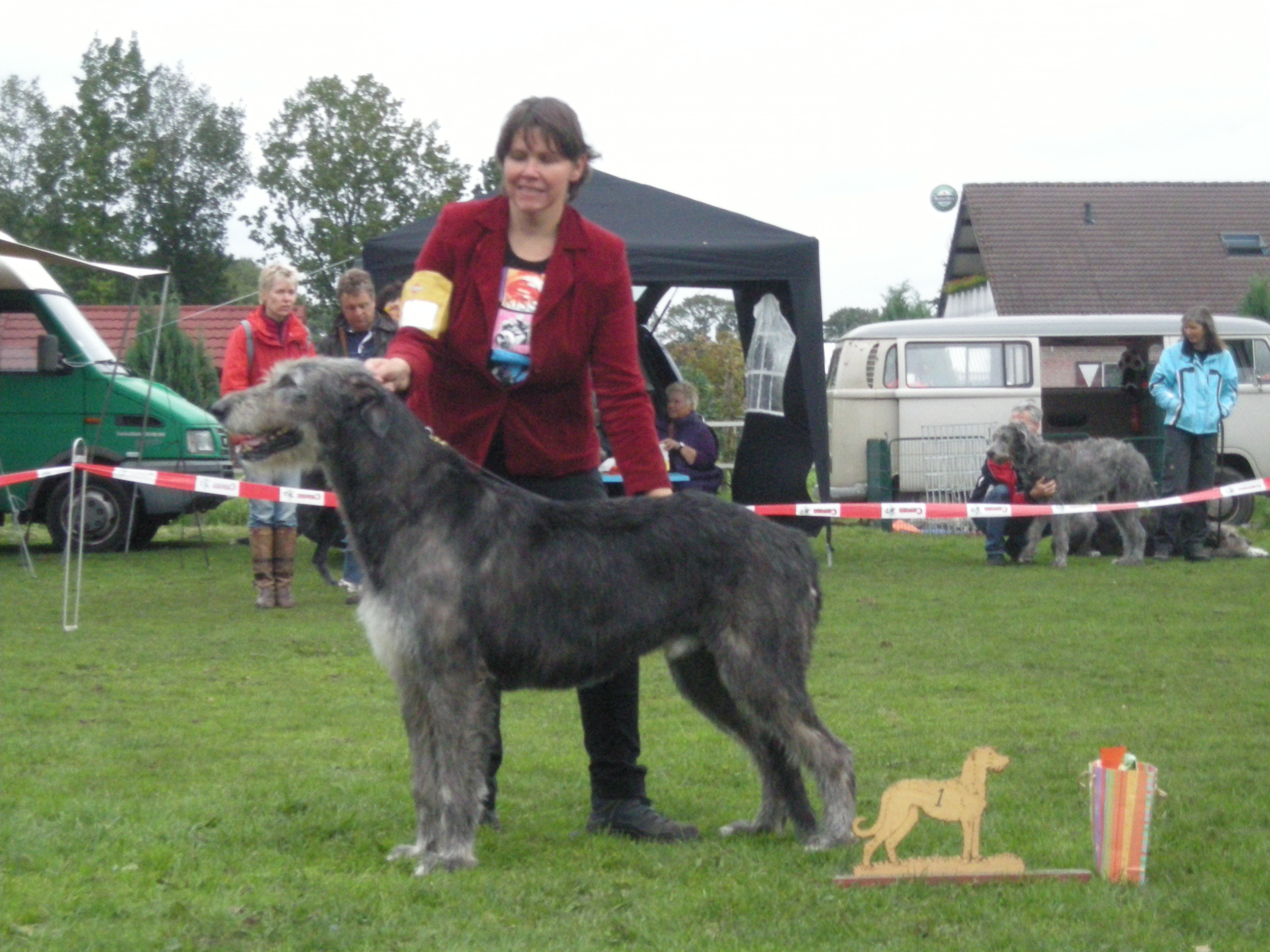
Ierse wolfshond op buitenshow.

Afghaanse windhond ·
Azawakh ·
Barzoi ·
Chart polski ·
Deerhound ·
Galgo español ·
Greyhound ·
Hongaarse windhond ·
Ierse wolfshond ·
Italiaans windhondje ·
Saloeki ·
Sloughi ·
Whippet